# 六安景铁路
六安景铁路，是连接安徽省六安市经安庆市池州市黄山市至江西省景德镇市之间的一条铁路，其中六安至安庆段已经于2022年开工，安庆至景德镇段目前尚在规划中。

## 历史
国家铁路局在2008年发布的《中长期铁路网规划》中，提出建设阜阳～六安～景德镇通道，定位为扶贫攻坚、国土开发的普速铁路项目，在路网上形成阜阳经鹰潭至汕头的南北区际通道。六安景更广义上的阜景汕铁路，阜阳至六安段阜六铁路已经通车，为淮北煤炭及霍邱铁矿外运通道。是国家路网规划的阜鹰汕铁路的北段。该路线预留200km/h条件，为单线电气化铁路。
六安景铁路最早在《中长期铁路网规划》定义为普速铁路，规划期为2016-2025年，远期展望到2030年，为客货共用铁路，在国家规划中设计时速为160km/h。

## 沿途车站及走向

### 六安至安庆段
在建的六安至安庆段，根据中国铁路上海局集团有限公司办公室印发《关于新建阜阳至淮北、六安至安庆铁路可行性研究技术方案预审意见的函》（上铁办科信函〔2020〕180号），六安至安庆铁路主要技术标准调整为250km/h的高速铁路。接轨沪汉蓉铁路六安站合武场，利用既有宁西线联络线自六安站引出，经六安市裕安区、霍山县，安庆市岳西县、潜山市、怀宁县，止于安庆至九江铁路新安庆西站，全线新建正线长度168.282km，改建既有六安联络线上、下行1.262km、1.450km；设车站6座，其中新建车站4座（潜山南站与安九高铁并站分场），接轨站2座，并预留六安南站；新建桥梁59.009km/56座，隧道65.517km/17座，桥隧比74.0%。投资估算总额为236亿元。
| 六安-安庆高速铁路 |        |        |          |               |         |                                   | |
| 位置              | 位置   | 位置   | 站点名称 | 里程 （公里） | 规模    | 连接线路                          | 备注 |
| 安徽省            | 六安市 | 裕安区 | 六安站   | 0             | 4台14线 | 合武铁路 宁西铁路                 | |
| 安徽省            | 六安市 | 裕安区 | 六安南站 |               | 2台6线  |                                   | 预留车站，可经联络线至六安北站 |
| 安徽省            | 六安市 | 霍山县 | 霍山站   | 38.84         | 2台4线  |                                   | |
| 安徽省            | 安庆市 | 岳西县 | 黄尾站   | 71.34         | 2台4线  |                                   | |
| 安徽省            | 安庆市 | 岳西县 | 岳西站   | 100.02        | 2台4线  | 武汉至安庆铁路(规划)              | 车站预留规划武汉至安庆铁路接轨条件，受车站两端隧道口影响，车站安庆端咽喉预留武安铁路上行线接轨条件，远期武安铁路上行线外包本线，站台按照岛式站台设置 |
| 安徽省            | 安庆市 | 潜山市 | 潜山站   | 145.74        | 3台8线  | 京港高速铁路 望江至合肥铁路(规划) | 本线车场六安端咽喉预留望江至合肥铁路接轨条件。 |
| 安徽省            | 安庆市 | 怀宁县 | 安庆西站 | 171.98        | 3台7线  | 京港高速铁路 安徽北沿江铁路(规划) | |

### 安庆至景德镇段
在安庆长风港区铁路专用线环境影响评价中,六安景铁路在接续六安至安庆段终点安庆西站后,与京港高速铁路合九段安庆联络线并线进入安庆市宜秀区，然后与新建长风港铁路并线，并在迎江区设置安庆东站，直至与宁安客运专线并线经过安庆长江铁路大桥,该桥已经预留了2股道用于通行安庆至景德镇铁路。，经安庆长江铁路大桥后，进入池州市贵池区南下进入景德镇市，其中江西段里程70km，投资90亿，铁路标准为国铁I级双线铁路，设计时速200km/h，建设时间为2024至2028年。
该段暂无具体路线走向和车站设置资料。